# Eulogia Román
Eulogia Román fue una obrera, activista sindical y feminista chilena más conocida por su labor en pro de los derechos de las mujeres. Fue una de las fundadoras del Movimiento Pro-Emancipación de las Mujeres de Chile el 11 de mayo de 1931 junto a las activistas Elena Caffarena, Gabriela Mandujano, Felisa Vergara, Marta Vergara, María Ramírez, Domitila Ulloa y Olga Poblete.